# Messe solennelle (Vierne)

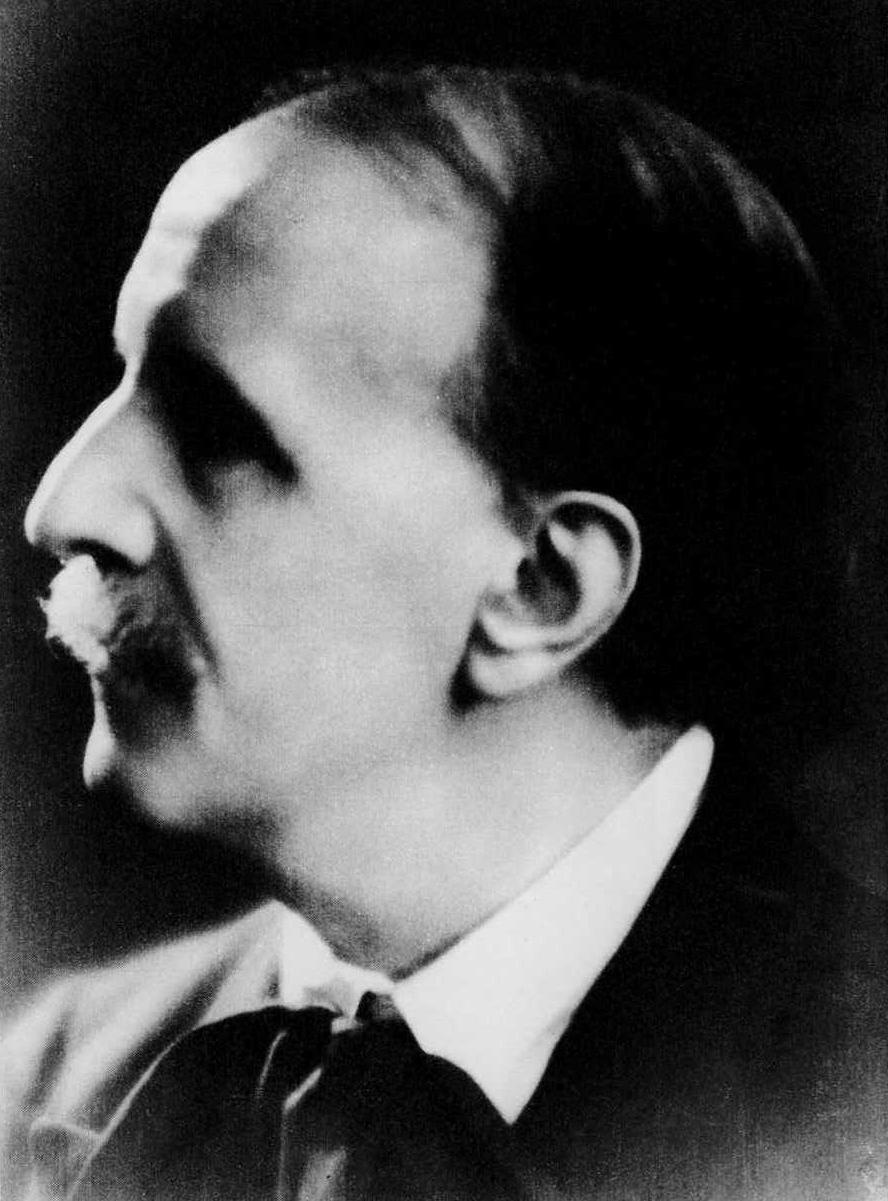
Louis Vierne (1910)

Messe solennelle (Missa solemnis) in cis-Moll, op. 16, ist eine Messe des französischen Komponisten Louis Vierne. Er schrieb das Werk 1899 für gemischten Chor und zwei Orgeln. Es wurde 1900 veröffentlicht und in der Kirche Saint-Sulpice in Paris 1901 erstmals aufgeführt. Später schufen verschiedene Bearbeiter alternative Fassungen für nur eine Orgel, da nicht viele Kirchen über zwei Orgeln verfügen.

## Geschichte

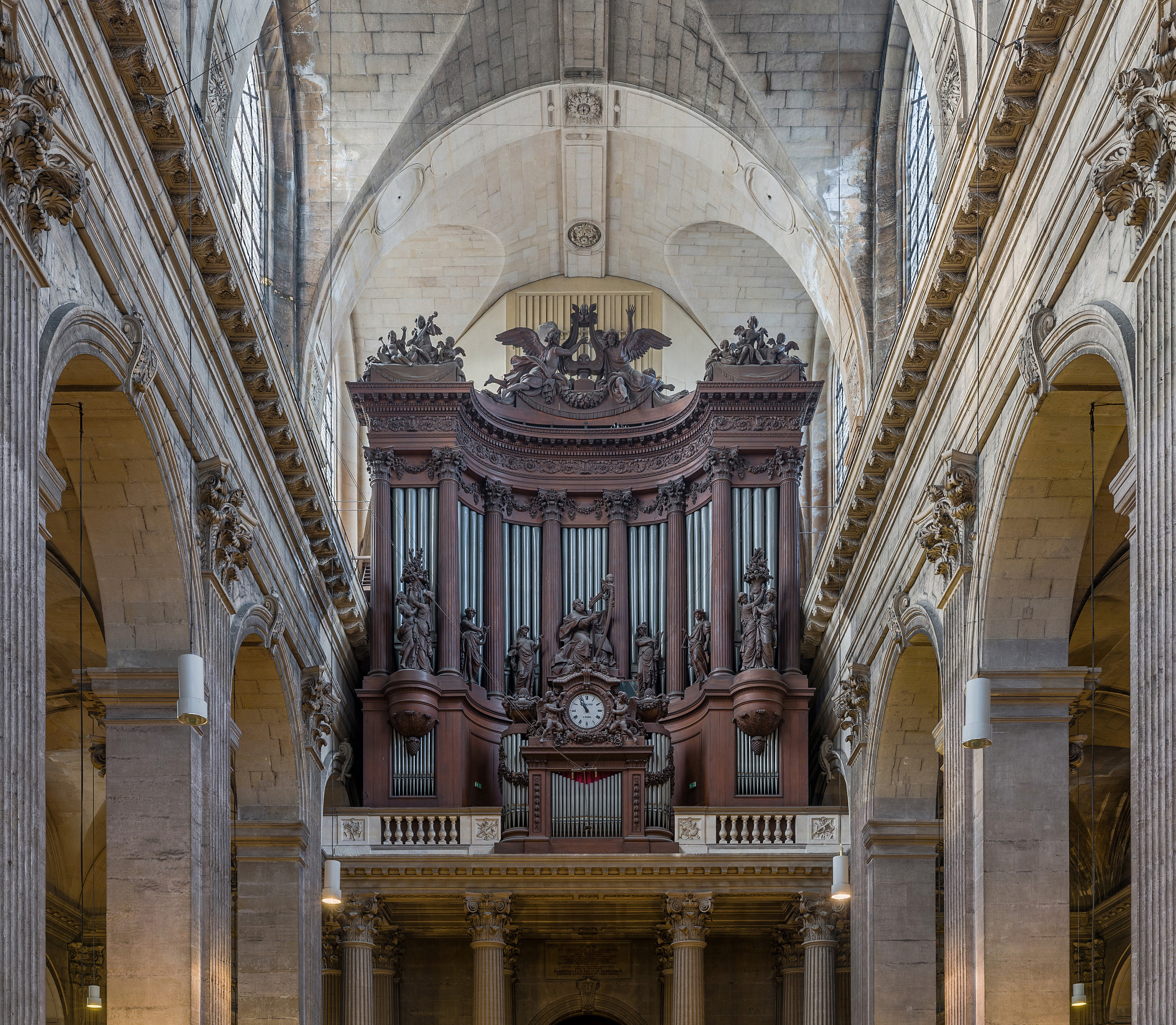
Grand Orgue, Saint-Sulpice, Paris (2015)

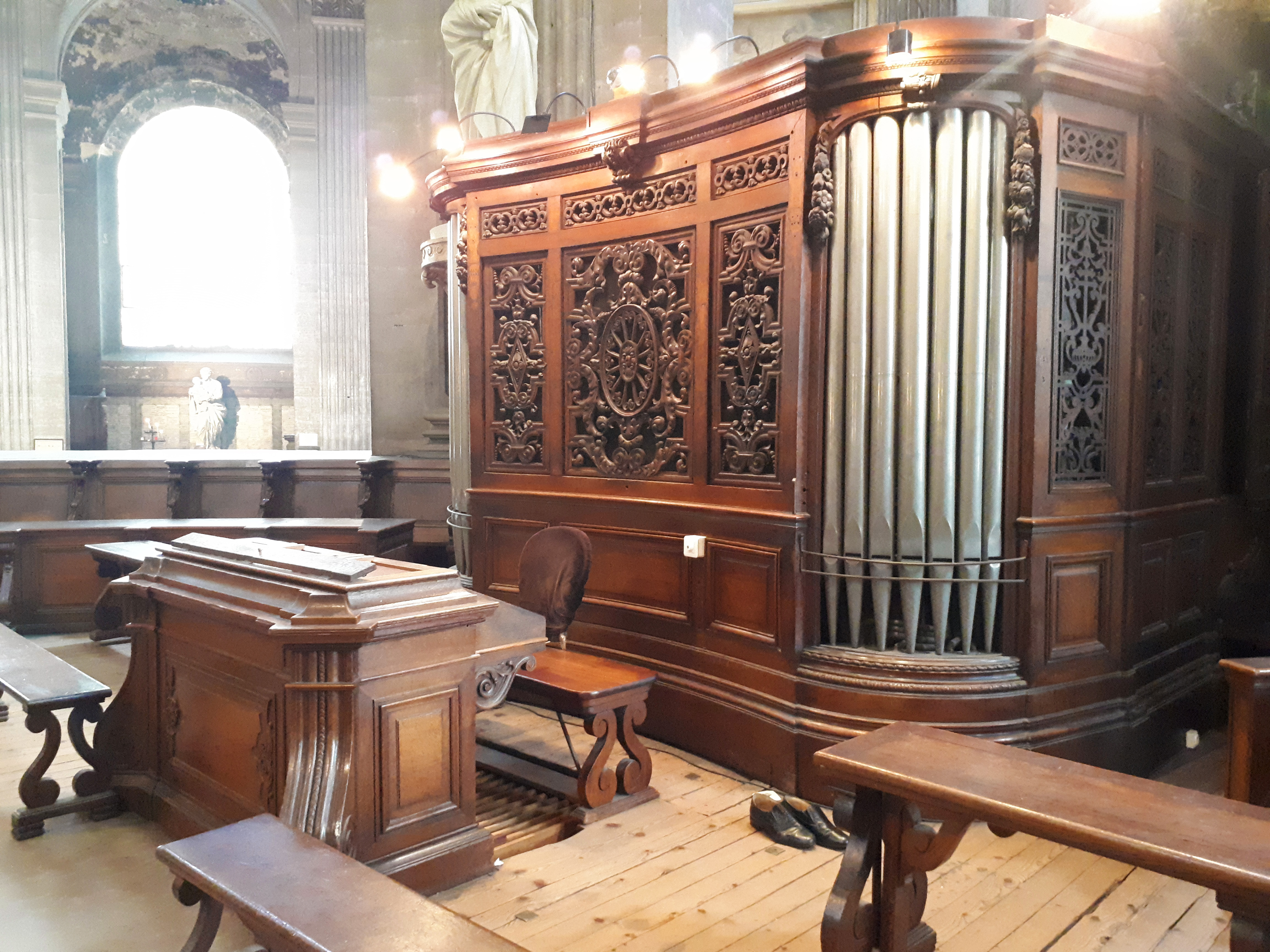
Chororgel, Saint-Sulpice, Paris (2018)

Vierne vertonte 1899 den lateinischen Text der Messe mit Ausnahme des Credos. Er plante zunächst eine Orchestermesse, doch sein Lehrer Charles-Marie Widor, Titularorganist an Saint-Sulpice, riet ihm nach dem Vorbild seiner eigenen Messe op. 36 zur praktischeren Version für Orgeln, wie sie in größeren Kirchen in Frankreich üblich sind. Die Messe wurde in Saint-Sulpice 1901 uraufgeführt, zum Fest der Unbefleckten Empfängnis am 8. Dezember. Die Kirche hat eine Große Orgel (grand orgue) von François-Henri Clicquot, die Aristide Cavaillé-Coll 1862 erweiterte. Die Chororgel, die im Chor der Kirche den Chorgesang unterstützt, wurde von Cavaillé-Coll 1858 gebaut. Vierne plante den Klang aus entgegengesetzten Stellen der Kirche. In der ersten Aufführung spielte Widor die Hauptorgel, während der Komponist, der zu der Zeit bereits Organist an der Kathedrale Notre-Dame de Paris war, die Chororgel spielte.
Die Messe wurde zuerst von Pérégally & Fils in Paris 1900 veröffentlicht und ist Théodore Dubois gewidmet. Eine Bearbeitung für Chor und eine Orgel von Markus Frank Hollingshaus erschien 2008 im Musikverlag Dr. J. Butz, eine weitere fertigte Zsigmond Szathmáry 2010 an.

## Aufbau und Musik
Die Messe besteht aus fünf Sätzen, ohne Credo:
- Kyrie
- Gloria
- Sanctus
- Benedictus
- Agnus Dei

Der Chor ist meist vierstimmig, SATB, doch manchmal weiter unterteilt. Vierne lehnt sich an Vorbilder von Widor und César Franck, geht aber weiter in der Verarbeitung von Themen und einfallsreichem Ausdruck („imaginative expression“). Er benutzt wiederholte rhythmische Figuren in der Begleitung. Das Kyrie beginnt mächtig und feierlich, während die geheimnisvollen Wechselgesänge im Benedictus neue Klänge für die französische Kirchenmusik brachten. Das Agnus Dei endet nach einem Wechselspiel von Großer Orgel und Chororgel gelöst in zartem Cis-Dur auf die Bitte „dona nobis pacem“ (gib uns Frieden).

## Einspielungen
Unter den Einspielungen des Werks ist eine Aufnahme aus dem Jahr 2009 mit dem Chœur d’Oratorio de Paris am Ort der ersten Aufführung. In der Aufnahme ist die Messe in einen vollständigen Gottesdienst eingebettet, mit dem Organisten von Saint-Sulpice, Daniel Roth, an der Großen Orgel und Éric Lebrun von der Église Saint-Antoine-des-Quinze-Vingts an der Chororgel. Die liturgischen Gesänge werden vom Chœur Gregorien de Paris ausgeführt. Die Aufnahme wurde als eine musikalische und spirituelle Zeitreise („musical and spiritual time-travel“) bezeichnet.